# Corynanthein-Alkaloide

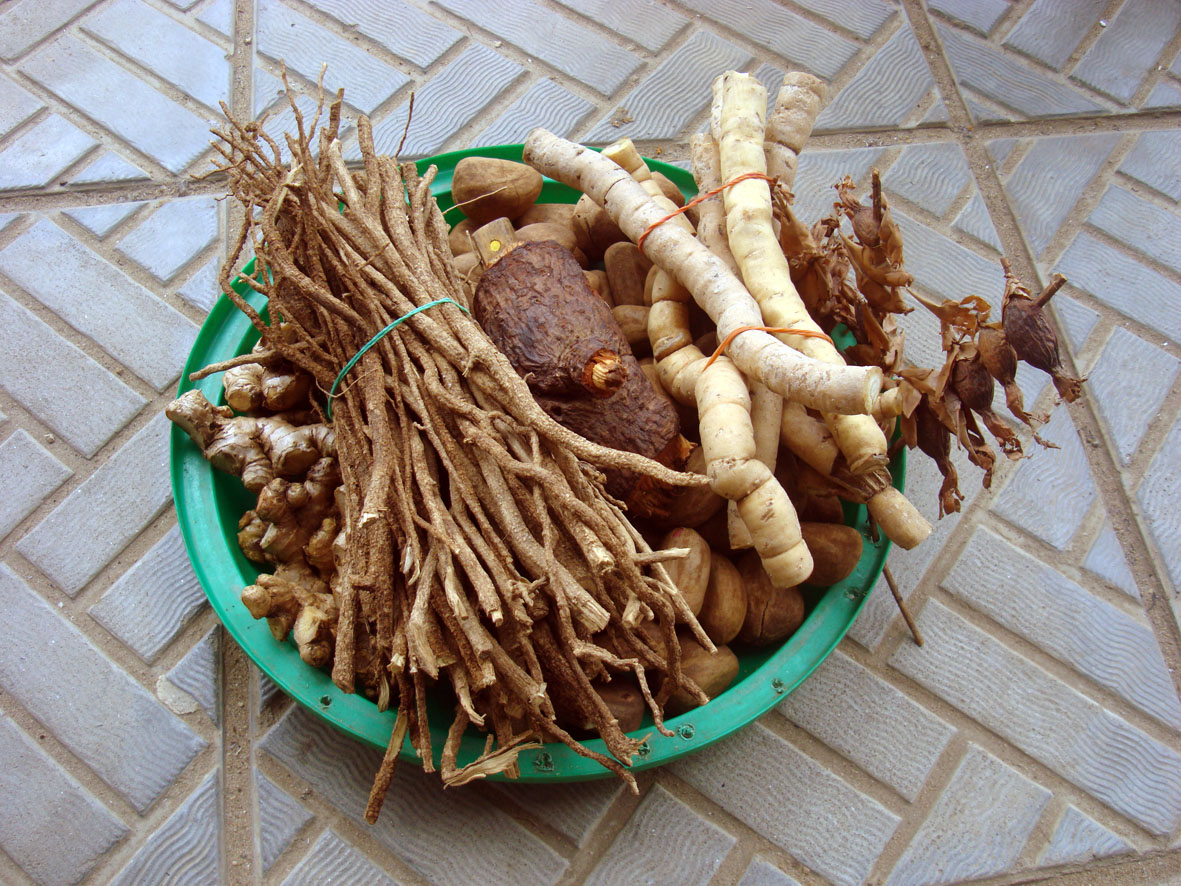
Rinde des Yohimbe-Baumes (Corynanthe yohimbe)

Corynanthein-Alkaloide (Corynanthé-Alkaloide) sind Naturstoffe des Indol-Alkaloid-Typs.

## Vorkommen
Corynanthein kommt in der Rinde des Yohimbe-Baumes (Corynanthe yohimbe) vor. Des Weiteren wurde es mit Corynantheidin in Pseudocinchona africana gefunden.

## Vertreter
Wichtige Vertreter sind u. a. Corynanthein, Corynantheal und Corynantheidin.

(+)-Corynanthein
(–)-Corynantheal
(–)-Corynantheidin

## Eigenschaften
Corynanthein wirkt als Sympatholytikum.